# Puschkinbrücke

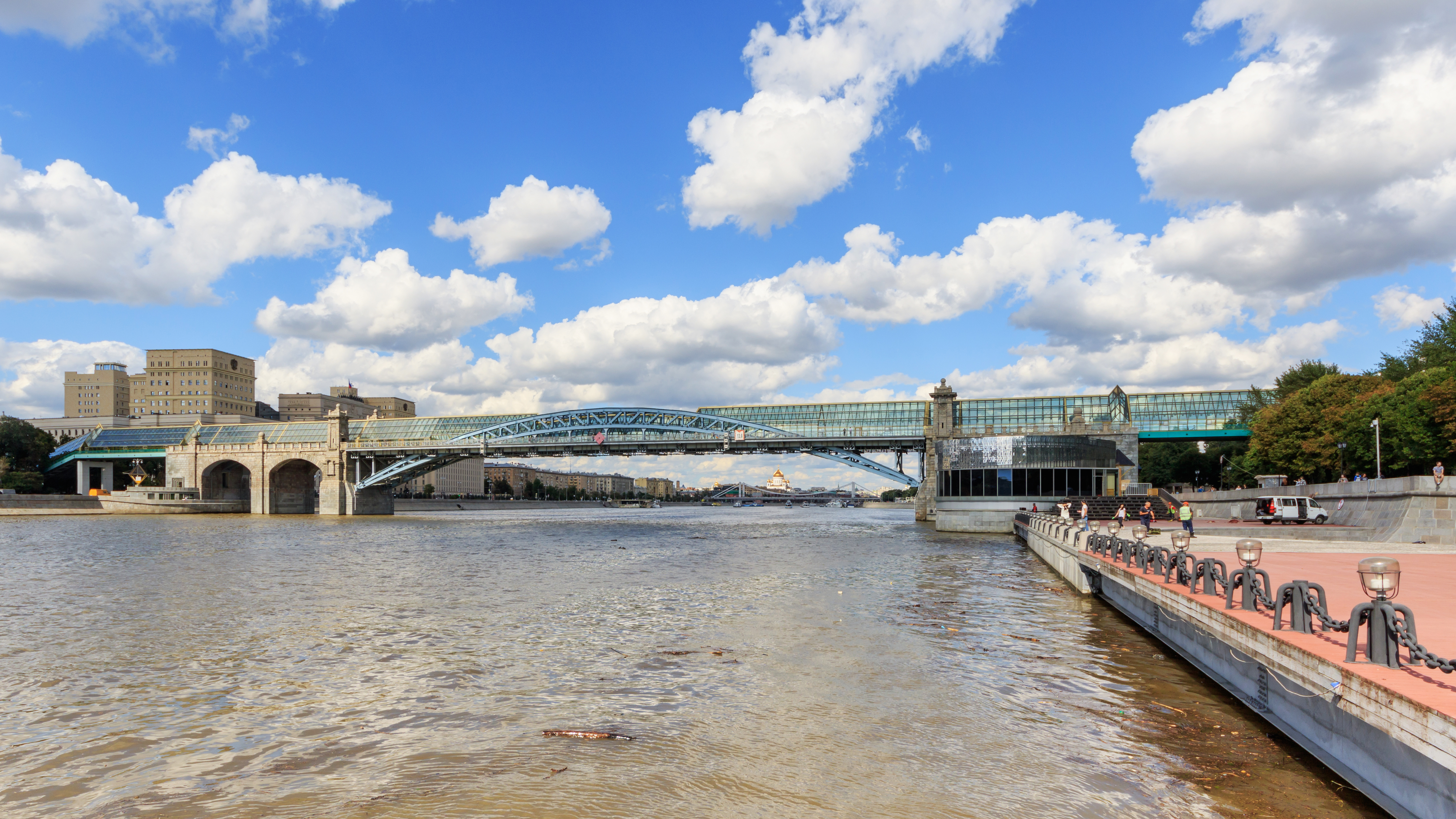
Puschkinbrücke. Im Hintergrund ist die Krim-Brücke zu sehen

Die Puschkinbrücke (russisch Пушкинский мост Puschkinski most) ist eine Fußgängerbrücke über die Moskwa in Moskau. Die Brücke verbindet die Frunsenskaja-Uferstraße mit der Puschkinskaja-Uferstraße.

## Beschreibung
Die Puschkinbrücke wurde im Jahr 1999 unter Verwendung der Konstruktion der alten Andrejewbrücke gebaut. Die alte Andrejew-Eisenbahnbrücke, die den Lenin-Prospekt mit dem Luschnikiviertel verband, wurde 1905–1907 nach Plänen des Architekten A.N. Pomeranzew und des Ingenieurs L.D. Proskurjakow und P.J. Kamenzew errichtet. Ende der 1990er Jahre bei der Projektierung des Dritten Verkehrsrings entstand die Notwendigkeit, ungefähr an derselben Stelle zwei Brücken (Auto- sowie Eisenbahnbrücke) zu errichten, durch die der Dritte Verkehrsring den Fluss Moskwa kreuzen konnte. Es wurde entschieden, hier eine ganz neue Eisenbahnbrücke zu bauen; der Bogen der alten Brücke, dessen technischer Zustand ausgezeichnet war, sollte Teil der anderen, neuen Puschkinfußgangerbrücke werden.
Dementsprechend wurde im Jahr 1999 der 135 m lange und 1500 Tonnen schwere Bogen demontiert und an eine neue Stelle, annähernd anderthalb Kilometer stromabwärts verschoben. Die gesamten Arbeiten dauerten elf Monate, die Schifffahrt auf diesem Abschnitt des Flusses wurde acht Tage unterbrochen, das eigentliche Schleppen auf drei Lastkähnen dauerte nur anderthalb Stunden. Da das Flussbett der Moskwa dort breiter als an alter Stelle bei Luschniki ist, stützt sich der Bogen an der Frunsenskaja-Uferstraße nicht direkt auf das Ufer, sondern auf eine Stütze im Flussbett, die wiederum durch zwei Betonbögen von jeweils 25 m Breite mit dem Ufer verbunden sind. Die lichte Höhe der Brücke beträgt 13,9 m.

## Benennung
Der offizielle Name der Brücke ist Puschkinskibrücke. Weil der alte Andrejewbogen verwendet wurde, erhielt die Brücke den populäreren Namen Andrejewski. Dieser Name wird sogar auf den Karten Moskaus oft verwendet.

## Galerie

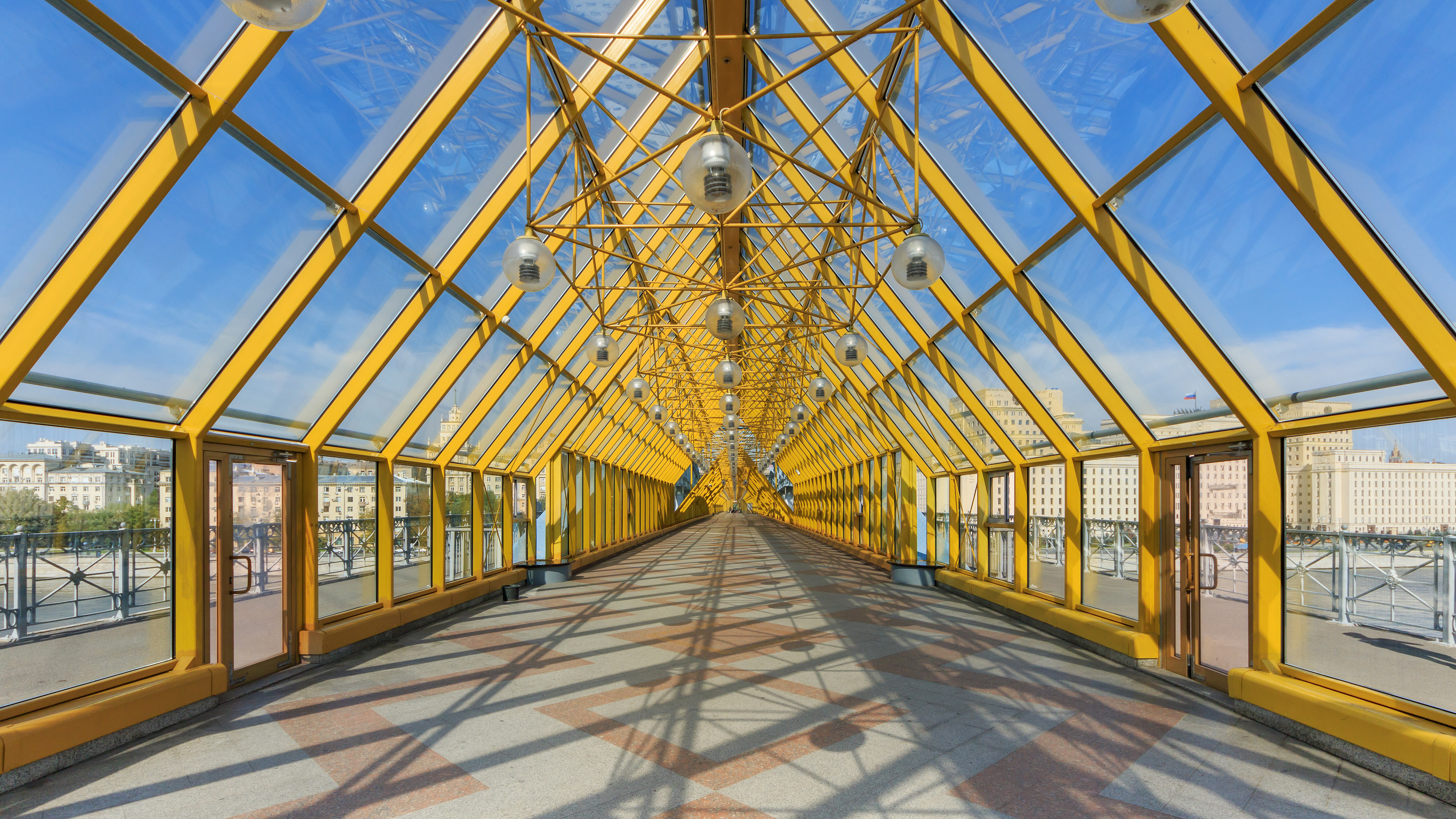
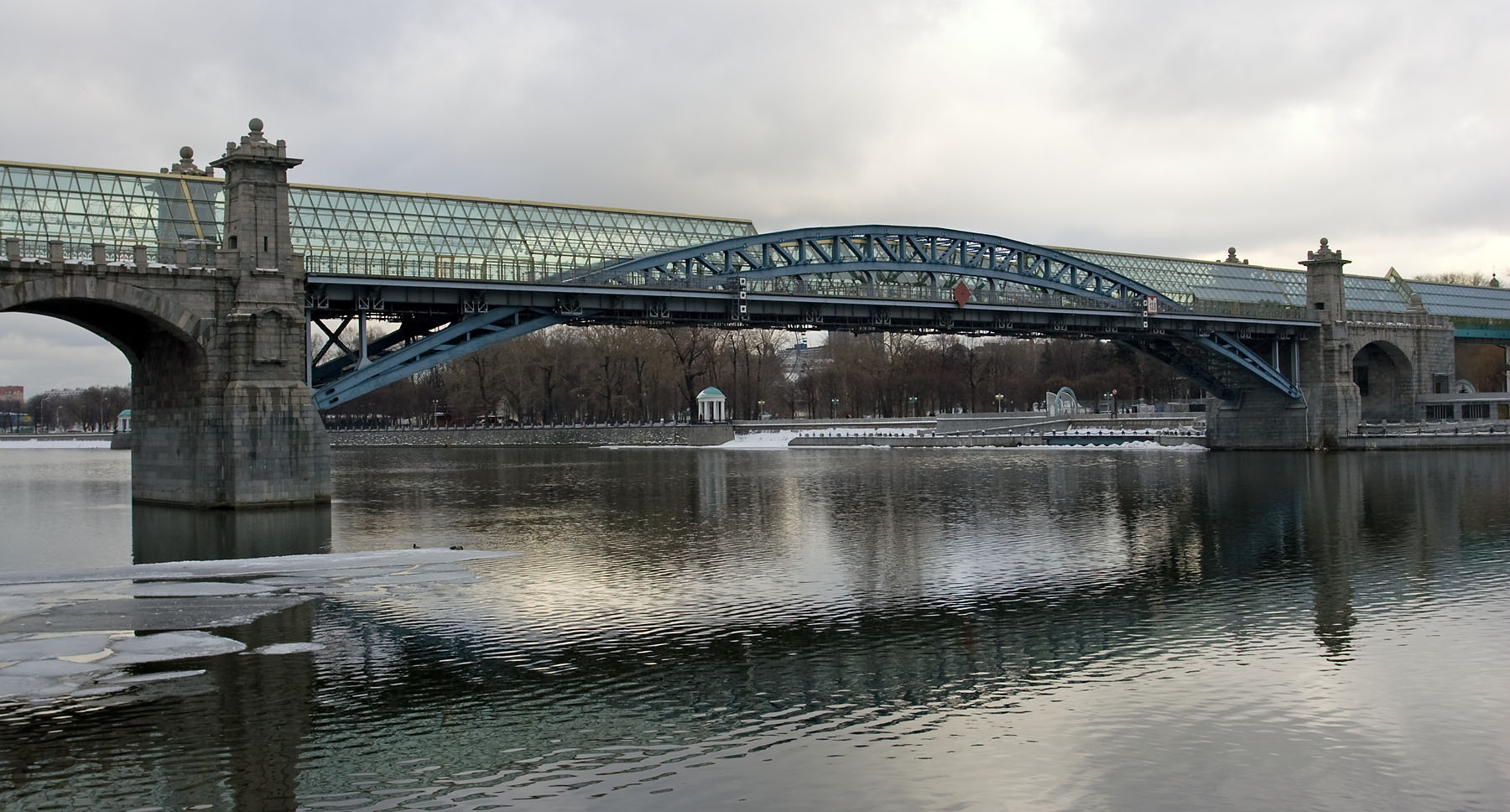
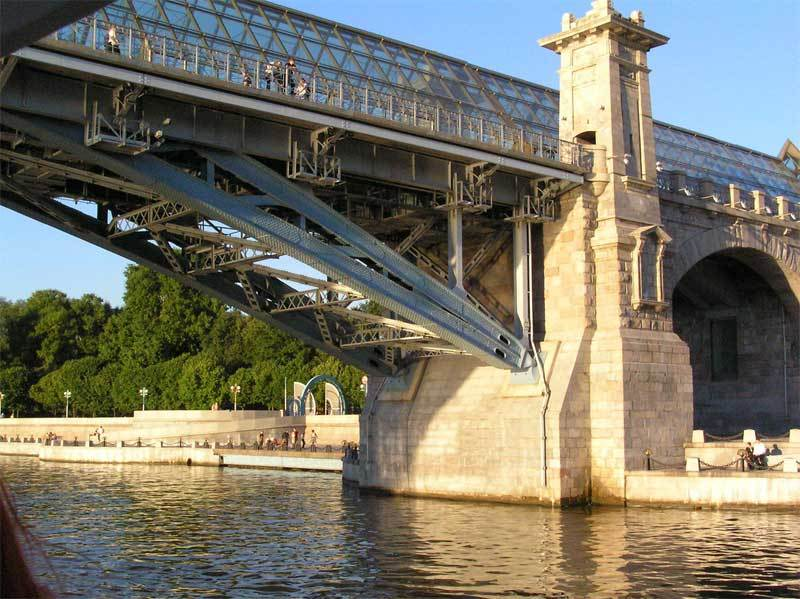
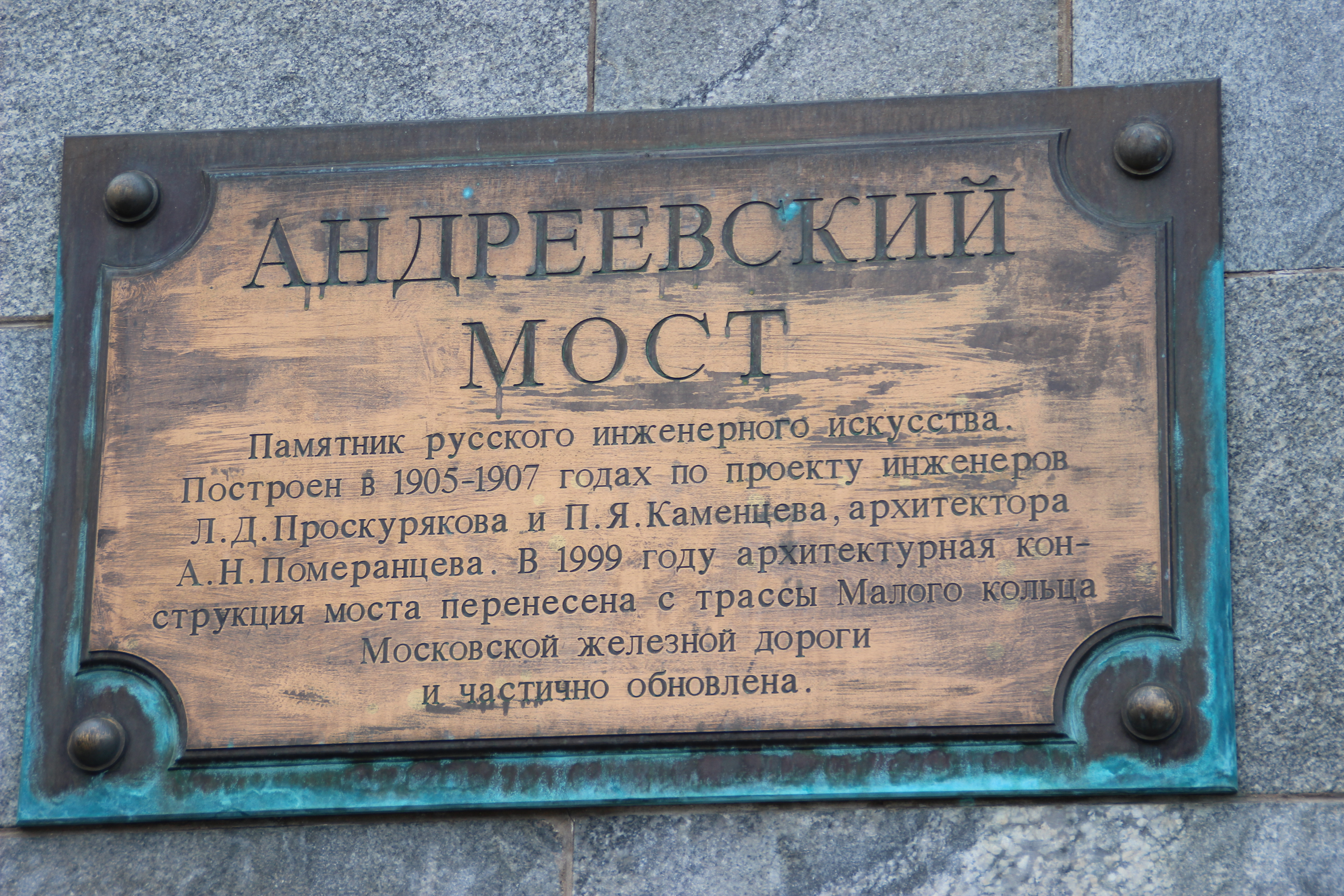
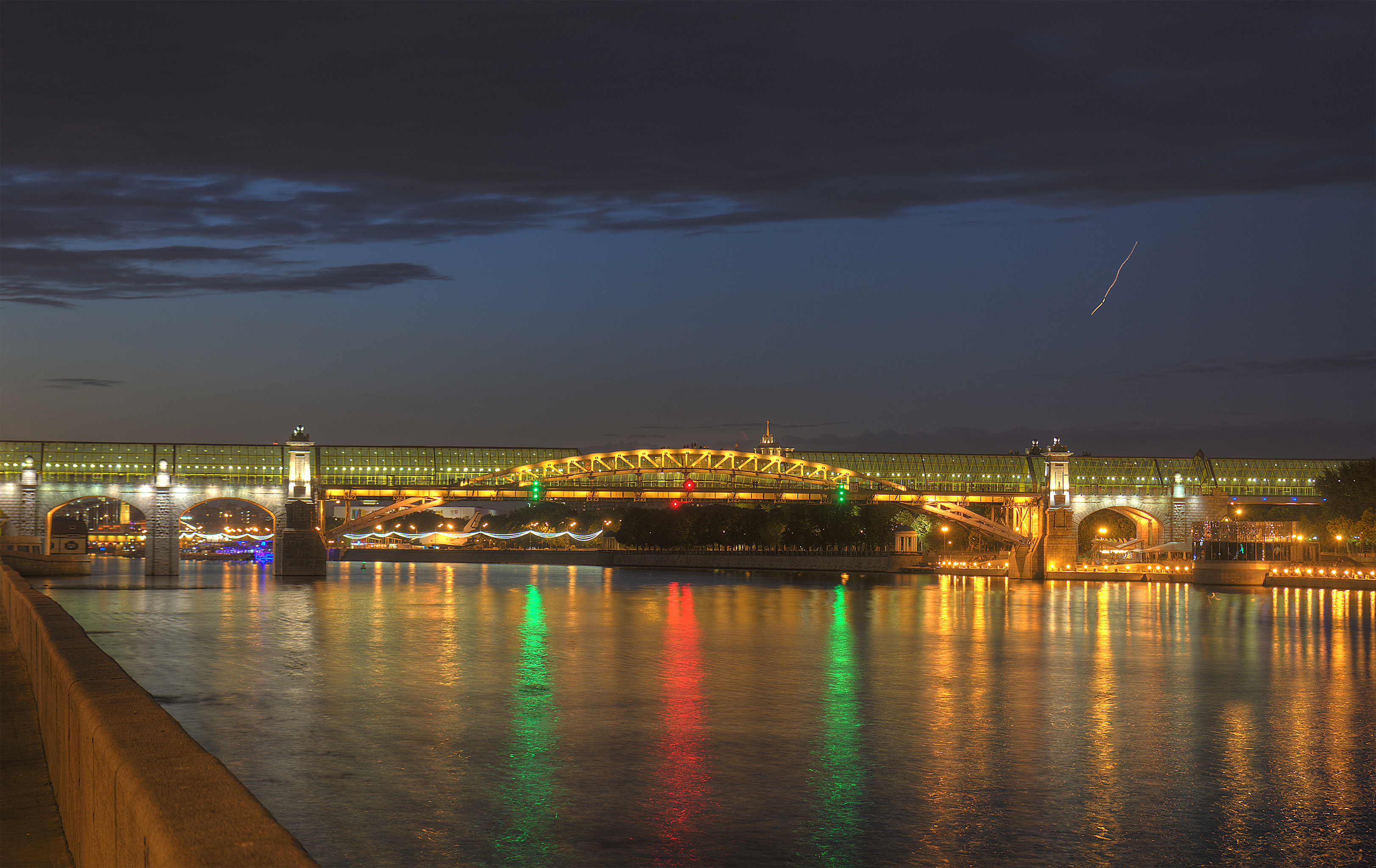